# L. P. Hartley
Leslie Poles Hartley (30 de diciembre de 1895 – 13 de diciembre de 1972) fue un escritor británico, conocido principalmente por sus novelas y relatos breves de fantasmas.
Su trabajo más apreciado es The Go-Between (El intermediario), adaptada al cine como El mensajero por Joseph Losey sobre un guion de Harold Pinter, en 1971. La cita que abre el libro (“El pasado es un país extranjero, allí hacen las cosas de otra forma”), ha llegado a ser proverbial. En 1973, su novela de 1957 The Hireling fue llevada al cine en una película protagonizada por Sarah Miles y Robert Shaw que fue muy bien acogida por la crítica.
Hartley nació en Whittlesey, Cambridgeshire. Fue educado en Cliftonville, Thanet, y después, por breve espacio, en el Clifton College, donde conoció a Clifford Henry Benn Kitchin; también asistió al Harrow School.
En 1915 acudió al Balliol College, Oxford, con el fin de matricularse en historia moderna. Allí entabló amistad con el escritor Aldous Huxley. En 1916 se alistó en el Ejército Británico, obteniendo el grado de oficial, aunque por razones de salud nunca salió del Reino Unido. Al quedar incapacitado, en 1919 regresó a Oxford, donde conservaba algunos amigos literarios.
Publicó distintos poemas en la revista Oxford Poetry entre 1920 y 1922. Editó con otros escritores la revista Oxford Outlook, en esos mismos años. Por la misma época Huxley le introdujo en la vida social de la ciudad. Su amigo Kitchin a su vez le presentó al grupo de los Asquiths, lo que provocó la reconvención por parte de los altaneros miembros del grupo de Bloomsbury.
Pese a su temprano éxito social y literario, su vida fue difícil, derivando en un colapso nervioso en 1922. Pronto se dedicó a pasar largas temporadas en Venecia, llegando a comprar allí una casa junto a la iglesia de San Sebastiano, en Dorsoduro.
Hasta el éxito de El mensajero pasó por ser un escritor menor, pero obtuvo el reconocimiento definitivo con la concesión de la Orden del Imperio Británico, en 1956. Hartley elaboró una sátira de la isocracia en su novela distópica Facial justice (1960): describe una sociedad en la que los individuos con rasgos físicos que se desvían de la media son hostigados hasta ser operados por cirujanos estéticos.
Hay un análisis crítico de los relatos de fantasmas de Hartley en el libro de Jack Sullivan Elegant Nightmares: The English Ghost Story From Le Fanu to Blackwood [Pesadillas elegantes. El cuento de fantasmas inglés desde Le Fanu a Blackwood, 1978]. Otro ensayo crítico sobre los mismos se encuentra en el libro de S. T. Joshi The Evolution of the Weird Tale [La evolución del relato macabro], 2004).
Pese al evidente interés que presentan sus turbadores relatos de fantasmas, de factura impecable, L. P. Hartley ha sido escasamente traducido al castellano.

## Obras
- Night Fears (1924), cuentos
- Simonetta Perkins (1925)
- The Killing Bottle (1932), cuentos
- The Shrimp and the Anemone (1944), "Eustace and Hilda Trilogy I"
- The West Window (1945)
- The Sixth Heaven (1946), "Eustace and Hilda Trilogy II"
- Eustace and Hilda (1947), "Eustace and Hilda Trilogy III"
- The Travelling Grave and Other Stories (1948), cuentos
- The Boat (1949)
- My Fellow Devils (1951)
- The Go-Between (1953)
- The White Wand and Other Stories (1954), cuentos
- A Perfect Woman (1955)
- The Hireling (1957)
- Facial Justice (1960)
- Two for the River (1961), cuentos
- The Brickfield (1964)
- The Betrayal (1966)
- Essays by Divers Hands, Volume XXXIV (1966), editor
- The Novelist's Responsibility (1967), ensayos
- Poor Clare (1968)
- The Collected Short Stories of L. P. Hartley (1968)
- The Love-Adept: A Variation on a Theme (1969)
- My Sisters' Keeper (1970)
- Mrs. Carteret Receives (1971), cuentos
- The Harness Room (1971)
- The Collections: A Novel (1972)
- The Will and the Way (1973)
- The Complete Short Stories of L. P. Hartley (1973), cuentos
- The Collected Macabre Stories (2001), cuentos